# Asclepeion
Nell'antica Grecia e a Roma, un asclepeion (in greco antico: Ἀσκληπιεῖον?, Asklepieion; in dialetto dorico Ἀσκλαπιεῖον, in latino aesculapīum) era un tempio di guarigione, sacro al dio Asclepio, il dio greco della medicina. Questi templi di guarigione erano un luogo in cui i pazienti venivano visitati per ricevere una cura o una sorta di guarigione, sia essa spirituale o fisica.

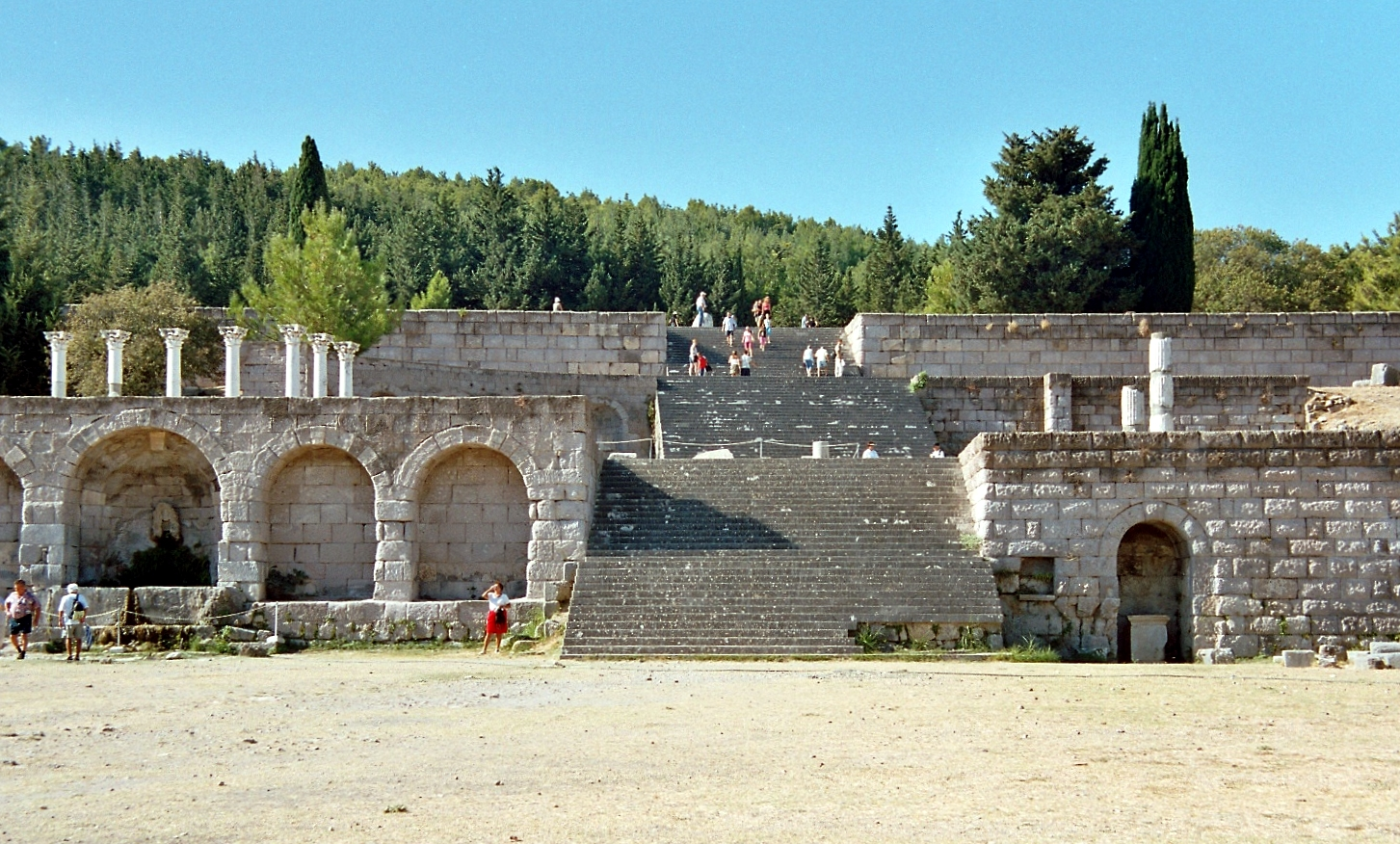
I turisti si godono la vista panoramica della città dall'Askleipion a Coo

Asclepio potrebbe essere stato adorato come un eroe a Trikka (la moderna Trikala), in Tessaglia, Grecia. Gli antichi mitografi generalmente consideravano Trikka come il luogo della nascita di Asclepio, ma ad oggi gli scavi archeologici non hanno ancora scoperto il suo santuario. Epidauro, d'altra parte, fu il primo luogo dove si adorava Asclepio come un dio, a cominciare del V secolo a.C. L'asclepieion di Epidauro è sia esteso che ben conservato. C'è anche un asclepieion situato sulle pendici meridionali dell'Acropoli di Atene, che risale al 420 a.C. circa.
A partire dal 350 a.C. circa, il culto di Asclepio divenne sempre più popolare. I pellegrini si affollavano in asclepieia per essere guariti. Dormivano durante la notte ("incubazione") e riferivano i loro sogni a un religioso il giorno successivo. Si prescriveva una cura, spesso una visita ai bagni o in una palestra. Poiché i serpenti erano sacri per Asclepio, venivano spesso usati nei rituali di guarigione. I serpenti non velenosi venivano lasciati a strisciare sul pavimento in dormitori dove dormivano i malati e i feriti.
Gli Asclepeia includeva spazi attentamente controllati che favorivano la guarigione e soddisfacevano molte delle esigenze delle istituzioni create per la guarigione. Nell'Asclepieion di Epidauro, tre grandi tavole di marmo datate al 350 a.C. conservano i nomi, le case storiche, i reclami e le cure di circa 70 pazienti che sono venuti al tempio con un problema e lo hanno risolto lì. Alcune delle cure chirurgiche elencate, come l'apertura di un ascesso addominale o la rimozione di materiale traumatico estraneo, sono abbastanza realistiche da aver avuto luogo, con il paziente in uno stato di sonno indotto dal sogno noto come enkoimesis (in greco ἐγκοίμησις), non diversamente dall'anestesia, indotto con l'aiuto di sostanze soporifere come l'oppio.
Pausania osservò che, all'asclepeion di Titane a Sicione (fondato da Alessanore, nipote di Asclepio), le statue di Igea erano coperte da capelli e pezzi di abiti babilonesi. Secondo le iscrizioni, gli stessi sacrifici sono stati offerti a Paro.
Si dice che Ippocrate abbia ricevuto la sua formazione medica ad un asclepieion sull'isola di Coo. Prima di diventare il medico personale dell'imperatore romano Marco Aurelio, Galeno trattò e studiò presso la famosa asclepieion di Pergamo.

## Asclepio

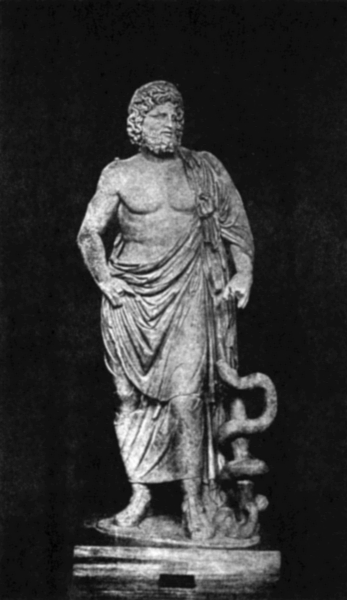
Asclepio tiene in mano il bastone con un serpente che funge da ispirazione per il simbolo della medicina.

Nella mitologia e nella religione greca, Asclepio era il dio della medicina, discendente da Apollo e da Coroni. Ha ricevuto il suo nome come conseguenza della sua nascita in quanto sua madre doveva subire l'apertura del ventre per nascere, ora noto come taglio cesareo. Asclepio infatti significa "aprire".
Secondo la mitologia greca, nella sua educazione, gli fu insegnato l'arte della medicina dal centauro Chirone. Attraverso i suoi studi, era diventato così abile nell'arte della medicina da essere in grado di resuscitare i viventi dai morti.
Il simbolo è di un serpente avvolto attorno a un bastone che è visto in tutte le infrastrutture mediche in epoca moderna. Ciò ricorda il bastone che Asclepio portava con sé.

## Tempio di Asclepio a Epidauro
Situato nella pianura Argolide del Peloponneso orientale in Grecia, Epidauro era l'asclepion principale. A Epidauro c'erano varie persone come medici e sacerdoti che avrebbero aiutato quelli che cercavano una guarigione da questi professionisti. I pazienti venivano a rendere omaggio agli dei facendo pellegrinaggi sul luogo, eseguendo una preghiera o un sacrificio, dando doni monetari o addirittura dormendo presso il tempio. Epidauro serviva anche da santuario per coloro che erano estremamente malati. Alla fine fu espanso in circa 180 sale per ospitare i morenti e le donne in travaglio durante l'Impero Romano.

## Riti eseguiti presso l'Asclepeion
C'erano due passaggi affinché un paziente potesse essere trattato nell'Asclepeion. Il primo dei quali era la fase di catarsi o purificazione. Ciò avveniva quando un paziente si sottoponeva a una serie di bagni e altri metodi di purificazione, come una dieta pulita per alcuni giorni o purificando le proprie emozioni attraverso l'arte. Il paziente quindi faceva un'offerta in denaro o una preghiera al tempio di Asclepio. Il sacerdote del tempio quindi offriva al paziente una preghiera con cui avrebbe alleggerito la mente del paziente e avrebbe creato una prospettiva più positiva per loro.
Successivamente, arrivava l'incubazione o terapia dei sogni. Questo era il processo in cui i pazienti avrebbero passato la notte nel tempio di Esculapio e durante la notte sarebbero stati visitati da un dio. Se il paziente era fortunato, Asclepio stesso lo avrebbe visitato. Il paziente avrebbe quindi ricevuto il trattamento adeguato mentre era in sogno o avrebbe ricevuto istruzioni da Asclepio su quali fossero i passi necessari per curare il disturbo. Se Asclepio non visitava il paziente, quando il paziente si svegliava, raccontava il suo sogno a un sacerdote o ad un interprete dei sogni e a seconda del tipo di sogno avrebbe ricevuto un certo tipo di trattamento.

## Asclepieion di Bergama (Pergamo)

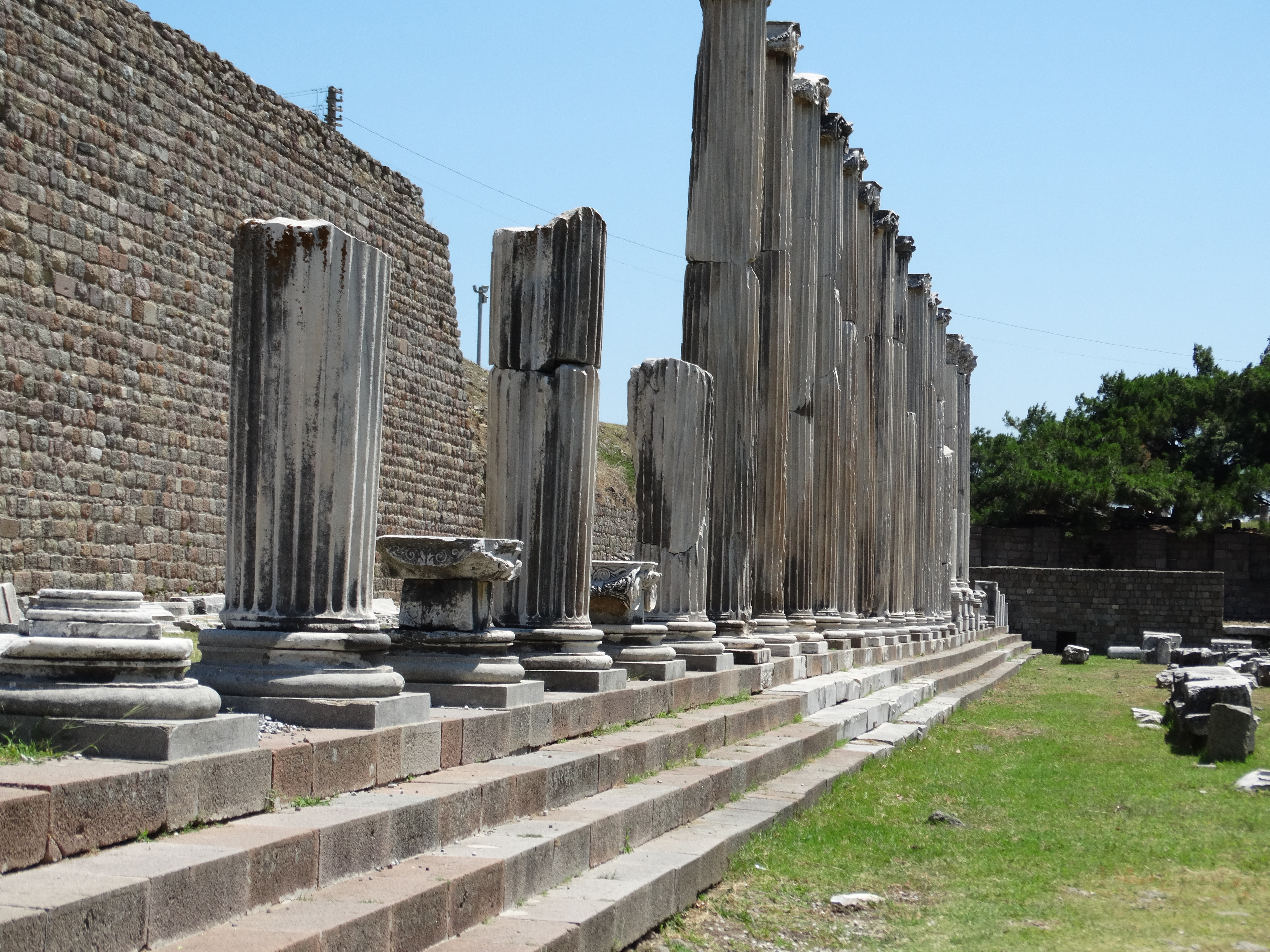
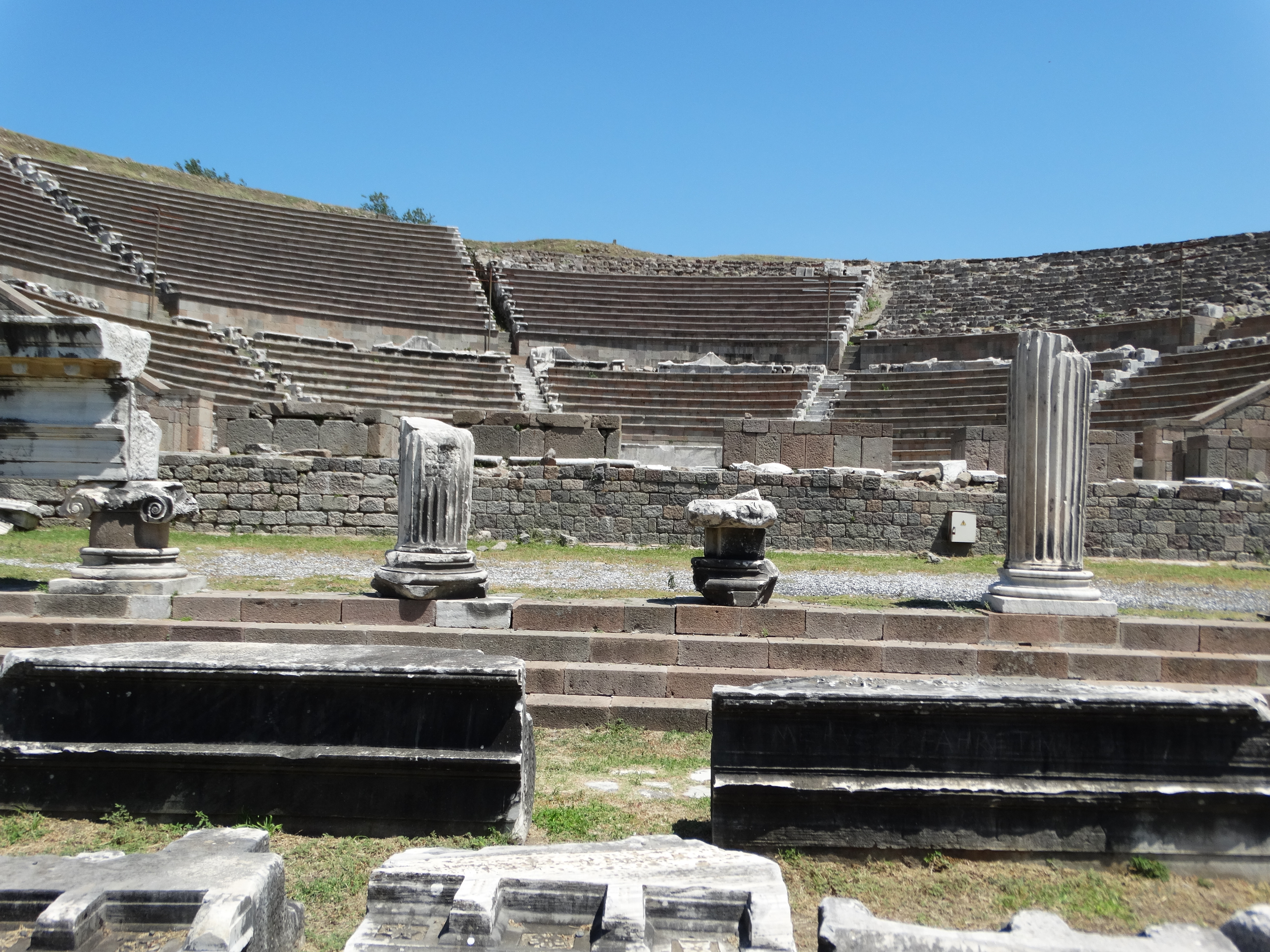
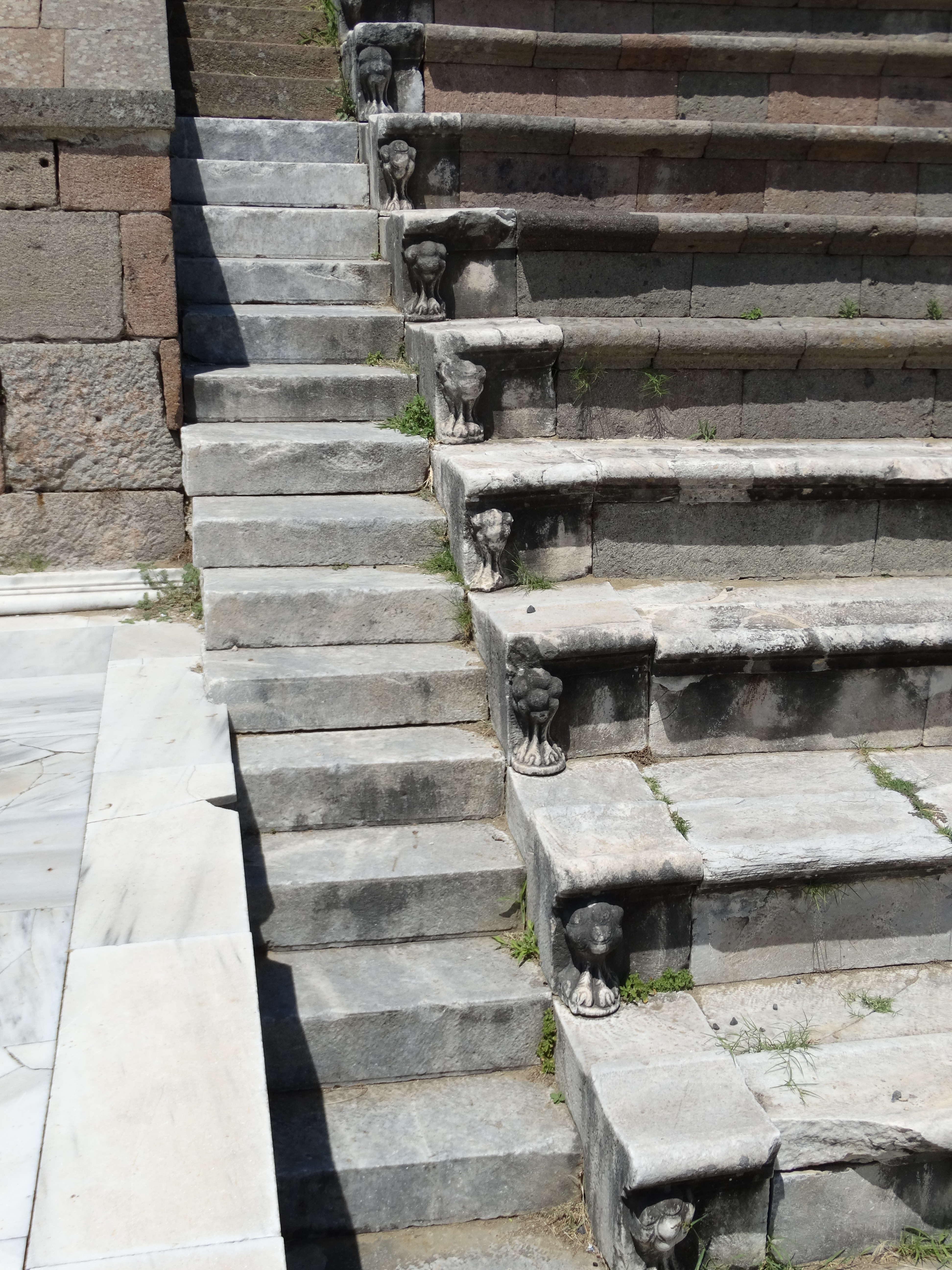
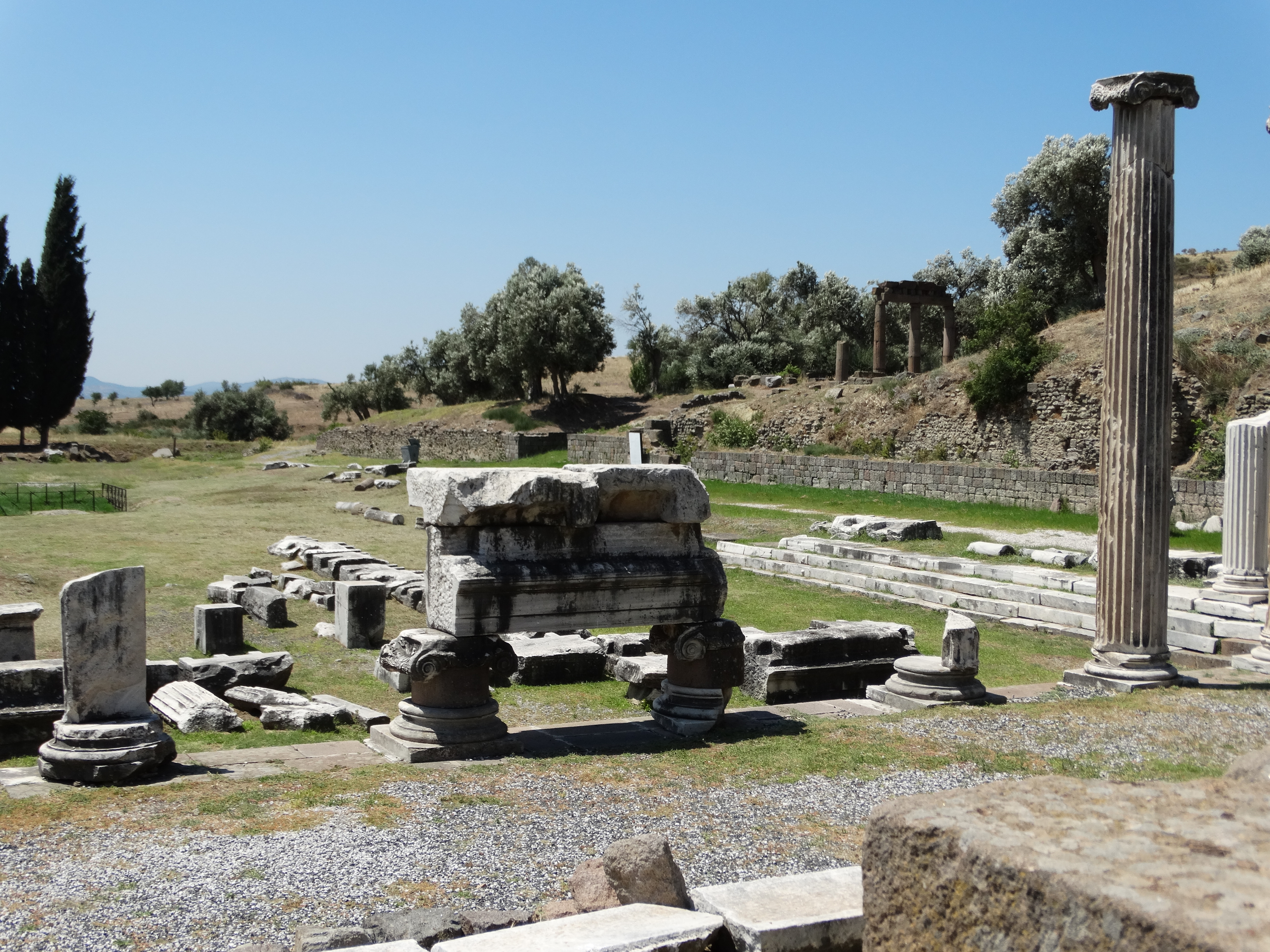
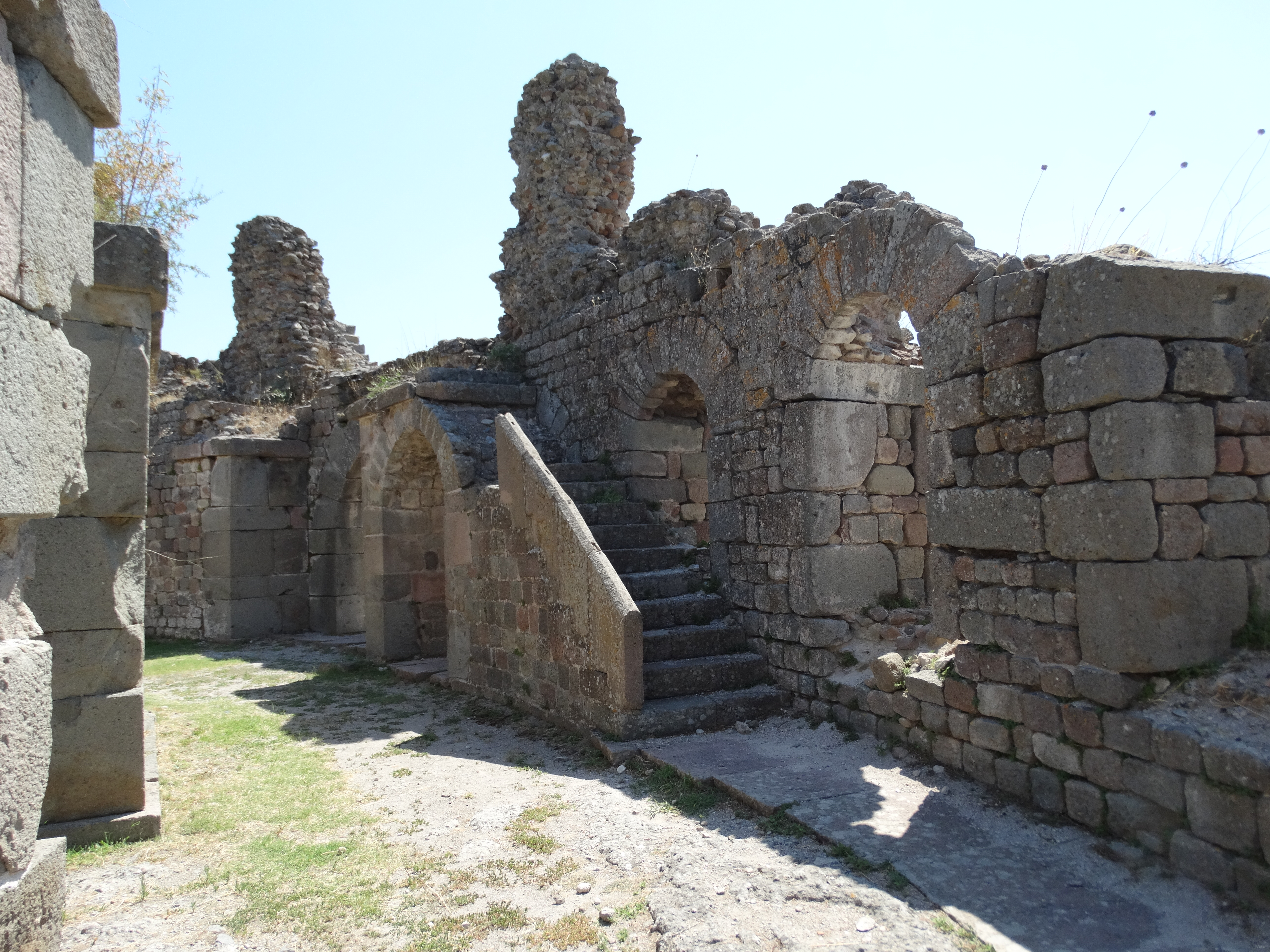
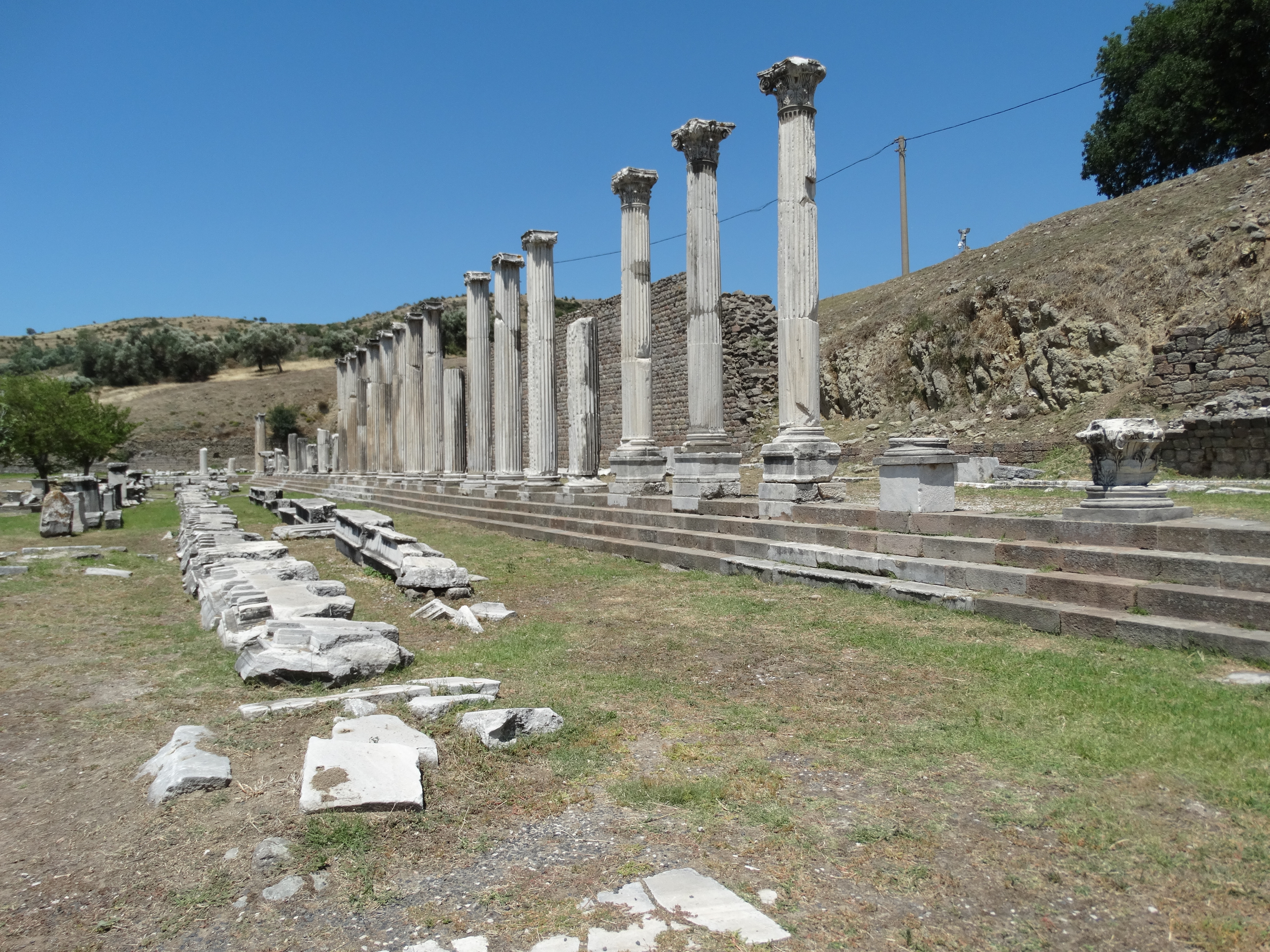
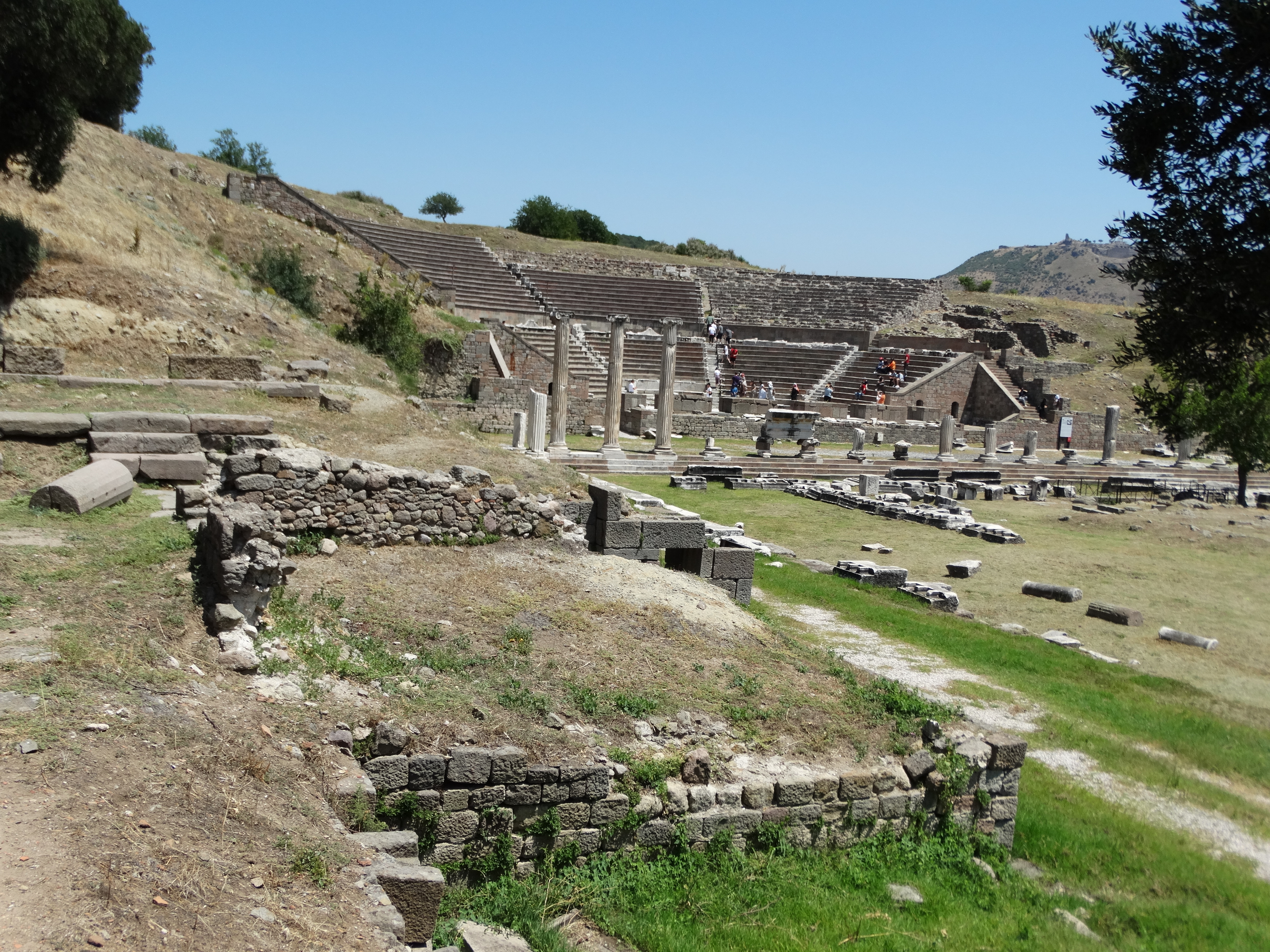
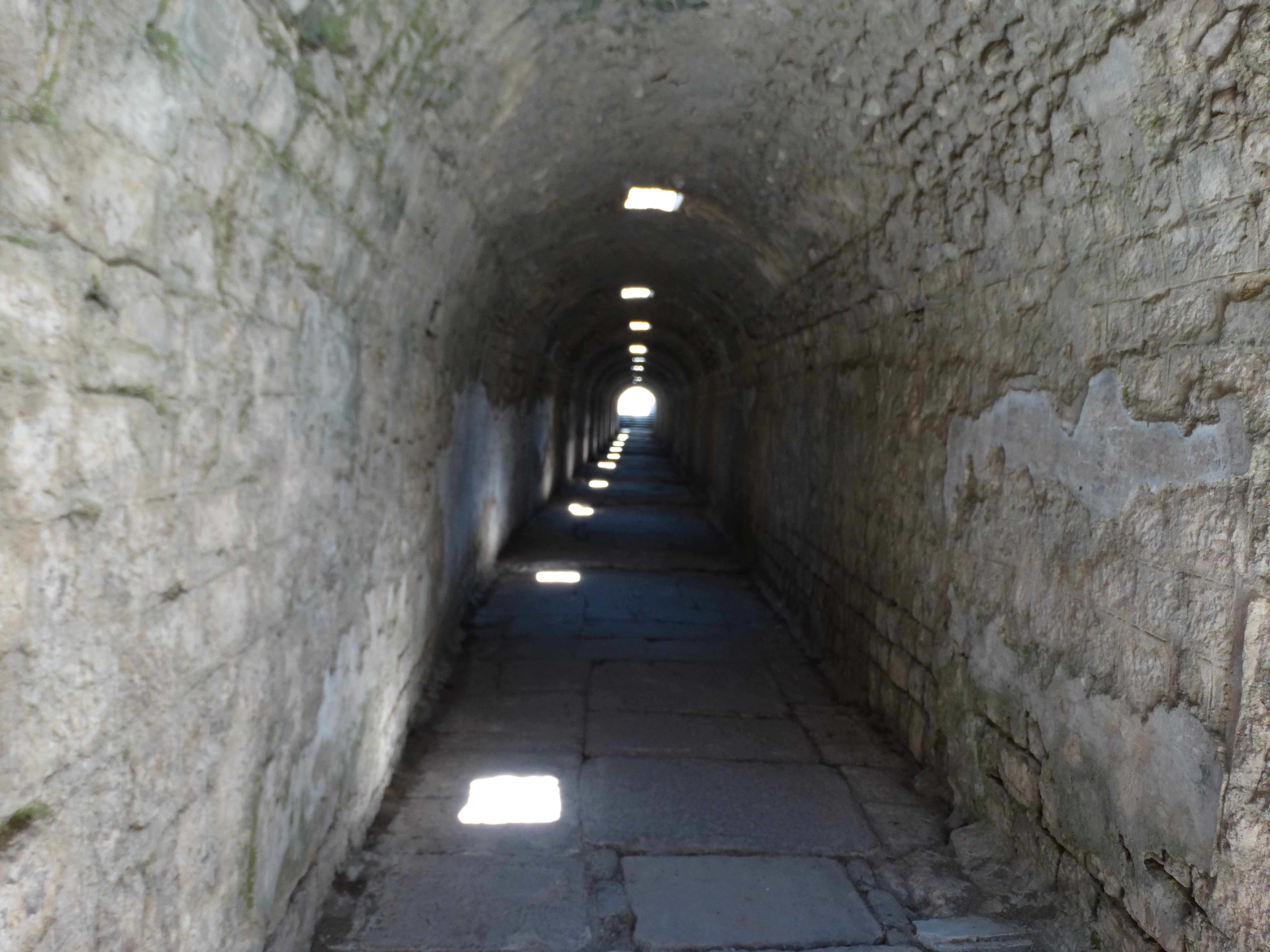
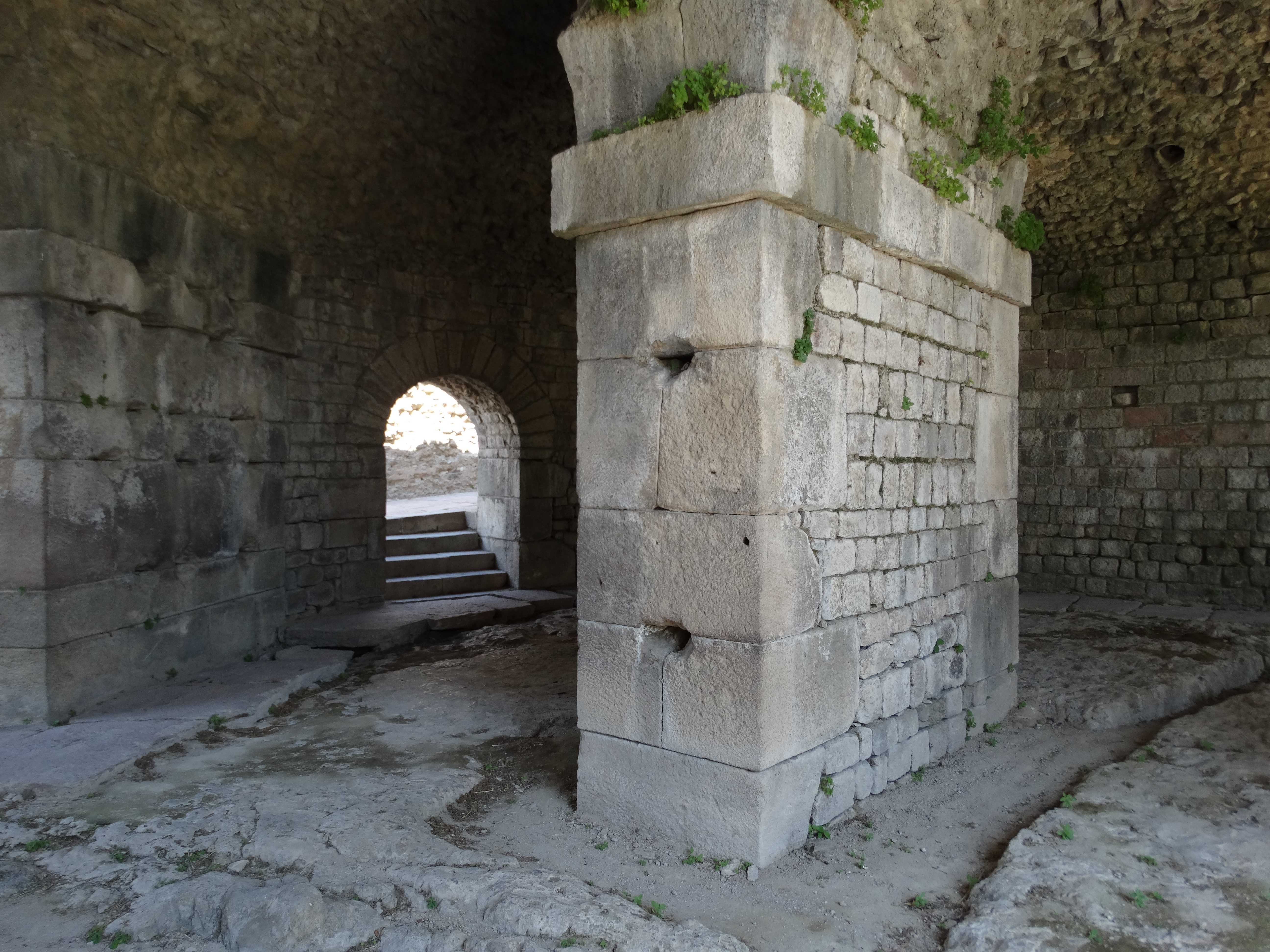